# Vincent D'Onofrio
Vincent Philip D'Onofrio (* 30. června 1959 Brooklyn) je americký herec. Mezi jeho nejznámější role patří ztvárnění Leonarda Lawrence ve filmu Olověná vesta, ztvárnění Orsona Wellse ve snímku Ed Wood a postava Vica Hoskinse v Jurském světě. Také drží rekord v největším ztloustnutí v dějinách filmu, celých 32 kilo, aby si mohl zahrát ve filmu Olověná vesta.

## Osobní život
S herečkou Greta Scacchi má dceru Leilu George (* 1992), která je rovněž herečkou. V letech 2020 až 2022 byla manželkou známého herce Seana Penna.
V březnu 1997 se oženil s nizozemskou modelkou Carin van der Donk. Mají spolu syny Eliase (* 1999) a Luku (* 2008). V červnu 2023 se po šestadvaceti letech manželství dvojice rozvedla.

## Filmografie

### Film
| Rok  | Název                                        | Role                         | Poznámky |
| ---- | -------------------------------------------- | ---------------------------- | -------- |
| 1987 | Olověná vesta                                | Leonard Lawrence             |          |
| 1987 | Noční dobrodružství                          | Dawson                       |          |
| 1988 | Mystic Pizza                                 | William Montijo              |          |
| 1989 | Příznaky života                              | Daryl Monahan                |          |
| 1989 | Pozdrav od juggerů                           | Gar                          |          |
| 1991 | Pokřivená srdce                              | Charley Warren               |          |
| 1991 | Oheň lásky                                   | Sam                          |          |
| 1991 | JFK                                          | Bill Newman                  |          |
| 1991 | Zemřít mladý                                 | Gordon                       |          |
| 1992 | Hráč                                         | David Kahane                 |          |
| 1993 | Pan Báječný                                  | Dominic                      |          |
| 1994 | Jsme jenom lidi                              | kněz                         |          |
| 1994 | Ed Wood                                      | Orson Welles                 |          |
| 1994 | Fiktivní zločiny                             | Webster                      |          |
| 1995 | Zvláštní dny                                 | Burton Steckler              |          |
| 1996 | Zlomte vaz!                                  | Tony Olezniak                |          |
| 1996 | Celý širý svět                               | Robert E. Howard             |          |
| 1996 | Líbánky bez ženicha                          | Sam Clayton                  |          |
| 1996 | Vítěz                                        | Phillip                      |          |
| 1997 | Muži v černém                                | Edgar                        |          |
| 1998 | Dva na jednoho                               | Valentino                    |          |
| 1998 | Claire Dolan                                 | Elton Garrett                |          |
| 1999 | Třinácté patro                               | Jason Whitney / Jerry Ashton |          |
| 1999 | Důvod zabíjet                                | Max                          |          |
| 2000 | Ukradni ten film                             | Abbie Hoffman                |          |
| 2000 | Cela                                         | Carl Rudolph Stargher        |          |
| 2001 | Impostor: Živá zbraň                         | Major D.H. Hathaway          |          |
| 2001 | Chelsea Walls                                | Frank                        |          |
| 2002 | Skandál v katolické škole                    | Casey                        |          |
| 2002 | Salton Sea                                   | Holland Dale Monty           |          |
| 2002 | Kdo to štěká?                                | Malcolm                      |          |
| 2005 | Cucák                                        | Mike Cobb                    |          |
| 2006 | Rozchod!                                     | Dennis Grobowski             |          |
| 2008 | Narrows                                      | Vinny Manadoro               |          |
| 2009 | Nejlepší z Brooklynu                         | Bobby Powers                 |          |
| 2011 | Sejmout zabijáka                             | John Nardi                   |          |
| 2012 | Sinister                                     | profesor Jonas               |          |
| 2012 | Nezahrávej si s ohněm                        | David Hagan                  |          |
| 2013 | Charlie musí zemřít                          | Bill                         |          |
| 2013 | Pawn Shop Chronicles: Historky ze zastavárny | Alton                        |          |
| 2013 | Plán útěku                                   | Lester Clark                 |          |
| 2014 | Soudce                                       | Glen Palmer                  |          |
| 2014 | Mall                                         | Danny                        |          |
| 2015 | Zkrocení koně                                | Julius Hench                 |          |
| 2015 | Jurský svět                                  | Victor Hoskins               |          |
| 2015 | Noční běžec                                  | John Harding                 |          |
| 2016 | Sedm statečných                              | Jack Horne                   |          |
| 2016 | Pelé: Zrození legendy                        | Vicente Feola                |          |
| 2017 | Vánoce v El Camino                           | Carl Hooker                  |          |
| 2017 | Kruhy                                        | Galen Burke                  |          |
| 2017 | CHiPs                                        | Ray Kurtz                    |          |
| 2018 | Přání smrti                                  | Frank Kersey                 |          |
| 2019 | The Kid                                      | šerif Romero                 |          |
| 2021 | V nemilosti                                  | John Ingram                  |          |
| 2021 | Očima Tammy Faye                             | Jerry Falwell                |          |
| 2023 | Peníze těch tupců                            | Steve Cohen                  |          |
| 2024 | V letu                                       | Denton                       |          |

### Televize
| Rok       | Název                            | Role                              | Poznámky                        |
| --------- | -------------------------------- | --------------------------------- | ------------------------------- |
| 1986–1987 | The Equalizer                    | Thomas Marley / Davy Baylor       | 2 díly                          |
| 1987      | Miami Vice                       | Leon Wolf                         | Díl: „The Afternoon Plane"      |
| 1997      | Zločin v ulicích                 | John Lange                        | Díl: „Subway"                   |
| 1998–2000 | Muži v černém                    | Edgar                             | 3 díly                          |
| 2001–2011 | Zákon a pořádek: Zločinné úmysly | Robert Goren                      | hlavní role                     |
| 2002      | Sherlock Holmes: Případ zla      | Moriarty                          | TV film                         |
| 2015–2018 | Daredevil                        | Wilson Fisk / Kingpin             | 27 dílů                         |
| 2017      | Smaragdové město                 | Frank Morgan / Čaroděj ze země Oz | 10 dílů                         |
| 2017      | BoJack Horseman                  | sám sebe (hlas)                   | Díl: „See Mr. Peanutbutter Run" |
| 2017–2018 | Ghost Wars                       | Dan Carpenter                     | 8 dílů                          |
| 2019–     | Godfather of Harlem              | Vincent Gigante                   | 20 dílů                         |
| 2020      | Interrogation                    | seržant Ian Lynch                 | 4 díly                          |
| 2020      | Ratchedová                       | George Milburn                    | 5 dílů                          |